# Pinckard (Alabama)
 Pinckard, Alabama és una població dels Estats Units a l'estat d'Alabama. Segons el cens del 2000 tenia 667 habitants.

## Demografia
Segons el cens del 2000, Pinckard tenia 667 habitants, 270 habitatges, i 197 famílies. La densitat de població era de 48,2 habitants/km².
Dels 270 habitatges en un 26,3% hi vivien nens de menys de 18 anys, en un 60,7% hi vivien parelles casades, en un 11,1% dones solteres, i en un 26,7% no eren unitats familiars. En el 24,8% dels habitatges hi vivien persones soles el 8,9% de les quals corresponia a persones de 65 anys o més que vivien soles. El nombre mitjà de persones vivint en cada habitatge era de 2,47 i el nombre mitjà de persones que vivien en cada família era de 2,96.
Per edats la població es repartia de la següent manera: un 22,2% tenia menys de 18 anys, un 8,2% entre 18 i 24, un 25% entre 25 i 44, un 28,3% de 45 a 60 i un 16,2% 65 anys o més.
L'edat mediana era de 42 anys. Per cada 100 dones hi havia 101,5 homes. Per cada 100 dones de 18 o més anys hi havia 92,9 homes.
La renda mediana per habitatge era de 36.875 $ i la renda mediana per família de 41.176 $. Els homes tenien una renda mediana de 27.083 $ mentre que les dones 18.036 $. La renda per capita de la població era de 16.214 $. Aproximadament el 5,9% de les famílies i el 7,1% de la població estaven per davall del llindar de pobresa.

## Poblacions més properes
El següent diagrama mostra les poblacions més properes.